# Koninklijk Observatorium van Greenwich

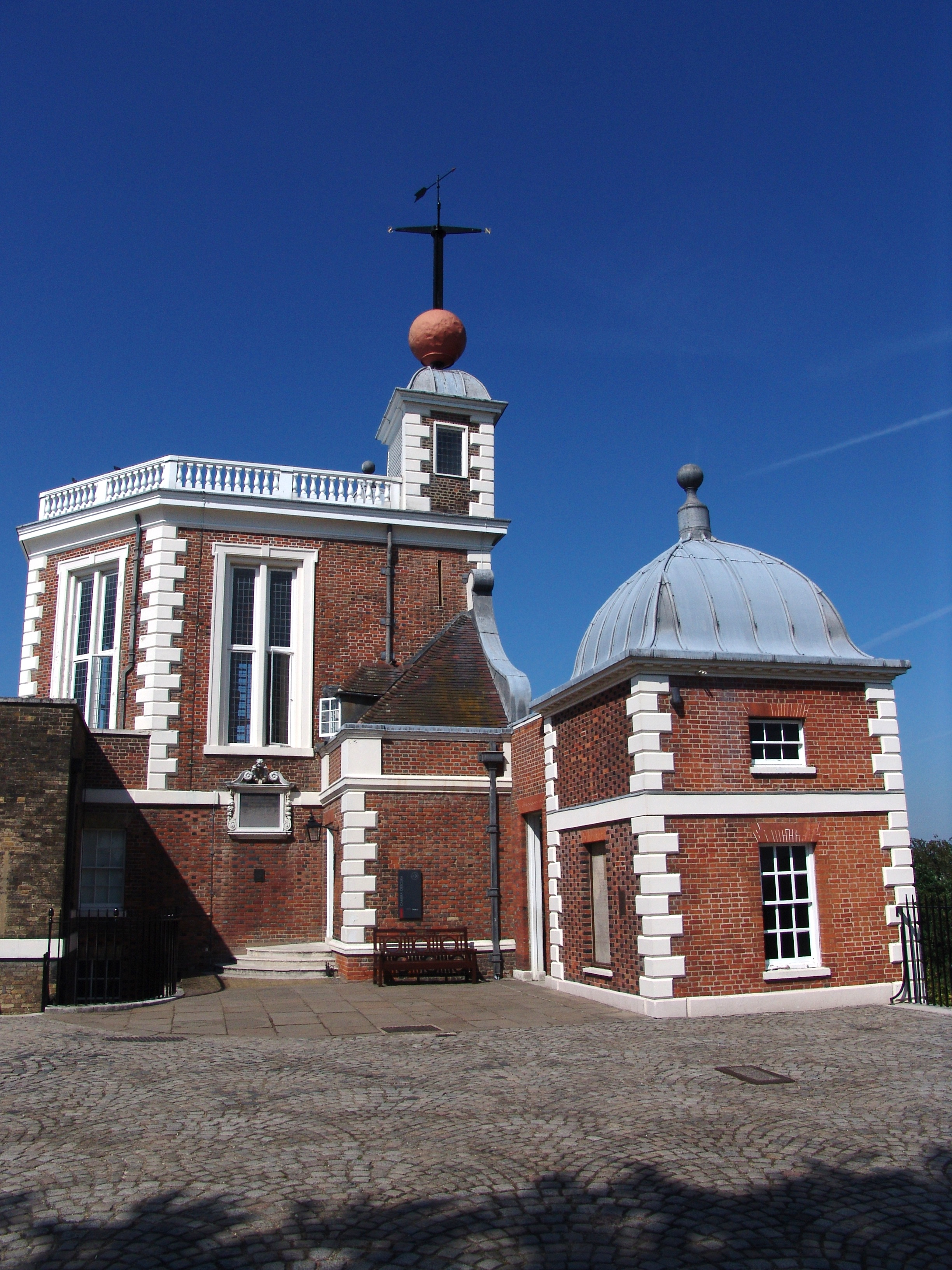
Royal Observatory, Greenwich met de rode tijdbal

Het Koninklijk Observatorium van Greenwich (Engels: Royal Observatory, Greenwich, ROG) is een sterrenwacht op een heuvel in het Londense stadsdeel Greenwich en is het meest bekend als ijkpunt van de meridiaan van Greenwich. Deze meridiaan loopt midden door het gebouw, is zichtbaar als koperen balk op het terras voor het gebouw en een grasstrook over het naburige plein, en sinds 2000 ook door een krachtige groene laser die vanuit het bouwwerk over Londen en Essex schijnt.
Het observatorium werd in 1675 gesticht door Koning Karel II van Engeland. Het oorspronkelijke gebouw, dat medio 1676 geopend werd, is ontworpen door Sir Christopher Wren, en was het eerste speciaal gebouwd wetenschappelijk onderzoeksstation in Groot-Brittannië.
In 1948 verhuisde het instituut naar het kasteel van Herstmonceux, bij Hailsham in East Sussex, vanwege schonere lucht en een heldere hemel. Het instituut heette daar RGO, het oude in Greenwich werd het old observatory genoemd. De Isaac Newton-telescoop werd daar gebouwd in 1967. 
Mede onder invloed van de oprichting in 1962 van de Europese Zuidelijke Sterrenwacht door meerdere landen in Europa zocht men in Engeland naar een nog betere plek voor de RGO telescopen. Dat werd het Observatorium Roque de los Muchachos (RMO) op La Palma, Canarische Eilanden (in 1985 officieel in gebruik genomen). Daaraan deden ook Nederland (met de Jacobus Kapteyn Telescoop) en enkele Scandinavische landen mee. De Isaac Newton telescoop verhuisde daarheen en het RGO in Hertstmonceux leverde daartoe vele technische ontwikkelingen. 
In 1990 werd het RGO van East Sussex naar Cambridge verplaatst. Ten slotte, in 1998, en na verhuizing van de diverse activiteiten van het RGO naar verschillende instituten in Engeland, werd het RGO gesloten. Het oude observatory werd opnieuw het ROG.
In Greenwich valt nog altijd een tijdbal elke dag om exact 1 uur 's middags. Dit gebruik werd bedacht in 1833 door de astronoom John Pond, om schepen op zee toe te laten hun klokken te synchroniseren. Het gebouw is nu een museum van astronomische instrumenten en navigatiehulpmiddelen.
Sinds 2012 is de Royal Observatory van Greenwich een onderdeel van de Royal Museums Greenwich.